# Tsjoena
De Tsjoena (Russisch: Чуна), in de bovenloop tot de plaats Tsjoenski Oeda (Уда) genoemd, is een 1.203-kilometer lange rivier in het zuiden van Midden-Siberië, in de Russische oblast Irkoetsk en de kraj Krasnojarsk. Het is de zuidoostelijke (rechter) bronrivier van de Tasejeva, die iets verderop in de Angara stroomt.
De rivier ontspringt uit een bergmeer in het Oedagebergte in het noorden van de Oostelijke Sajan in het uiterste zuidwesten van de oblast Irkoetsk, ten zuidoosten van de bronnen van de Birjoesa, de andere bronrivier van de Tasejeva. Vandaaruit stroomt de rivier naar het noorden het Midden-Siberisch Bergland in, dat hier het Angaraplateau vormt en langs de rivier oprijst tot 530 meter. De rivier passeert de plaatsen Nizjneoedinsk, Lesogorsk en Baltoerino (waar de Baikal-Amoerspoorweg (BAM) de rivier oversteekt in west-oostelijke richting) en buigt iets verderop langzamerhand af naar het noordwesten om ongeveer parallel aan de Birjoesa de kraj Krasnojarsk binnen te stromen alvorens op ongeveer 250 kilometer stroomafwaarts van de plaats Tsjoenojar samen te stromen met de Tsjoena om de Tasejeva te vormen.
De rivier stroomt in de bovenloop door een nauwe bergvallei. Op het Midden-Siberisch Bergland doorsnijdt ze een aantal trap rocks en worden stroomversnellingen gevormd. De grens tussen de bovenloop (Verchnaja) en de benedenloop (Nizjnjaja) wordt gelegd bij het dorpje Alygdzjer. In de benedenloop, na Nizjneoedinsk, vindt vlotterij op de rivier plaats, waarvan het hout op de BAM wordt geladen bij Tsjoenski bij het station Sosnovye Rodniki. Delen van de rivier zijn ook bevaarbaar.
Het gemiddeld debiet in de bovenloop bedraagt ongeveer 40 m³/sec, maar na de instroom van de rivier de Kara-Boeren (Кара-Бурень) loopt dit op tot 60 tot 80 m³/sec. De rivier is bevroren van eind oktober, november tot eind april, mei en kent een korte lenteoverstroming en overstroomt soms ook in de zomer; in de maanden april tot juni vindt 40% van de jaarlijkse afvoer plaats. De Tsjoena wordt vooral gevoed door regen (63%), grondwater (25%) en sneeuw (12%).